# مران غامض
المُران الغامض (باللاتينية: Fraxinus dubia) نوع نباتي ينتمي إلى جنس المُران من الفصيلة الزيتونية.

## الموئل والانتشار
ينتشر هذا النوع في المكسيك وأمريكا الوسطى.